# Biblioteca del Circuito Cinema
La Biblioteca del Circuito Cinema ha la sua sede presso l'Ufficio Attività cinematografiche del Comune di Venezia, ospitato nello storico Palazzo Mocenigo, situato nel sestiere di Santa Croce, lungo la Salizada di San Stae.
Fa parte del Sistema Bibliotecario Urbano della città di Venezia.

## Storia
Il processo che ha condotto alla creazione della biblioteca parte dal 1982 quando, nel giugno di quell'anno, venne istituito con delibera del Consiglio comunale, il Circuito Cinema del Comune di Venezia, servizio destinato a promuovere, diffondere e valorizzare la cultura cinematografica sul territorio locale.
Cominciò a costituirsi, allora e in funzione ancillare alle neonate Attività cinematografiche, il primissimo nucleo di unità bibliografiche di riferimento che andò via via implementandosi pur nell'unica configurazione di servizio ad uso interno all'ufficio ospite.. 

## La collezione
La Biblioteca del Circuito Cinema possiede circa 3000 volumi di studi cinematografici. La gran parte della raccolta è costituita da: studi monografici e saggi su singoli artisti; cinematografie delle diverse nazioni; volumi di storia, di teoria e tecnica del cinema; soggetti e sceneggiature; legislazione ed economia del cinema; repertori, dizionari ed enciclopedie; stampa tecnica; cataloghi di mostre; tesi di laurea; rassegna stampa del Circuito Cinema. I libri in lingua straniera appartengono soprattutto all'area anglofona e francofona. Una parte particolarmente interessante del patrimonio è costituita dai periodici di argomento cinematografico dall'epoca del muto alle più recenti riviste in abbonamento italiane e straniere, nonché da una sezione dedicata a Venezia e il cinema e da un archivio cartaceo costituito da materiale di promozione cinematografica.